# Висунь (станція)
Вису́нь — вантажно-пасажирська проміжна залізнична станція Криворізької дирекції Придніпровської залізниці на лінії Кривий Ріг-Головний — Висунь між станціями Гейківка (17 км) та Тимкове (9 км) (Одеська залізниця).
Розташована на північному заході Миколаївської області в однойменному селищі Баштанського району.

## Пасажирське сполучення
На станції зупиняються електропоїзди західного напрямку станції Кривий Ріг.